# أداء فني

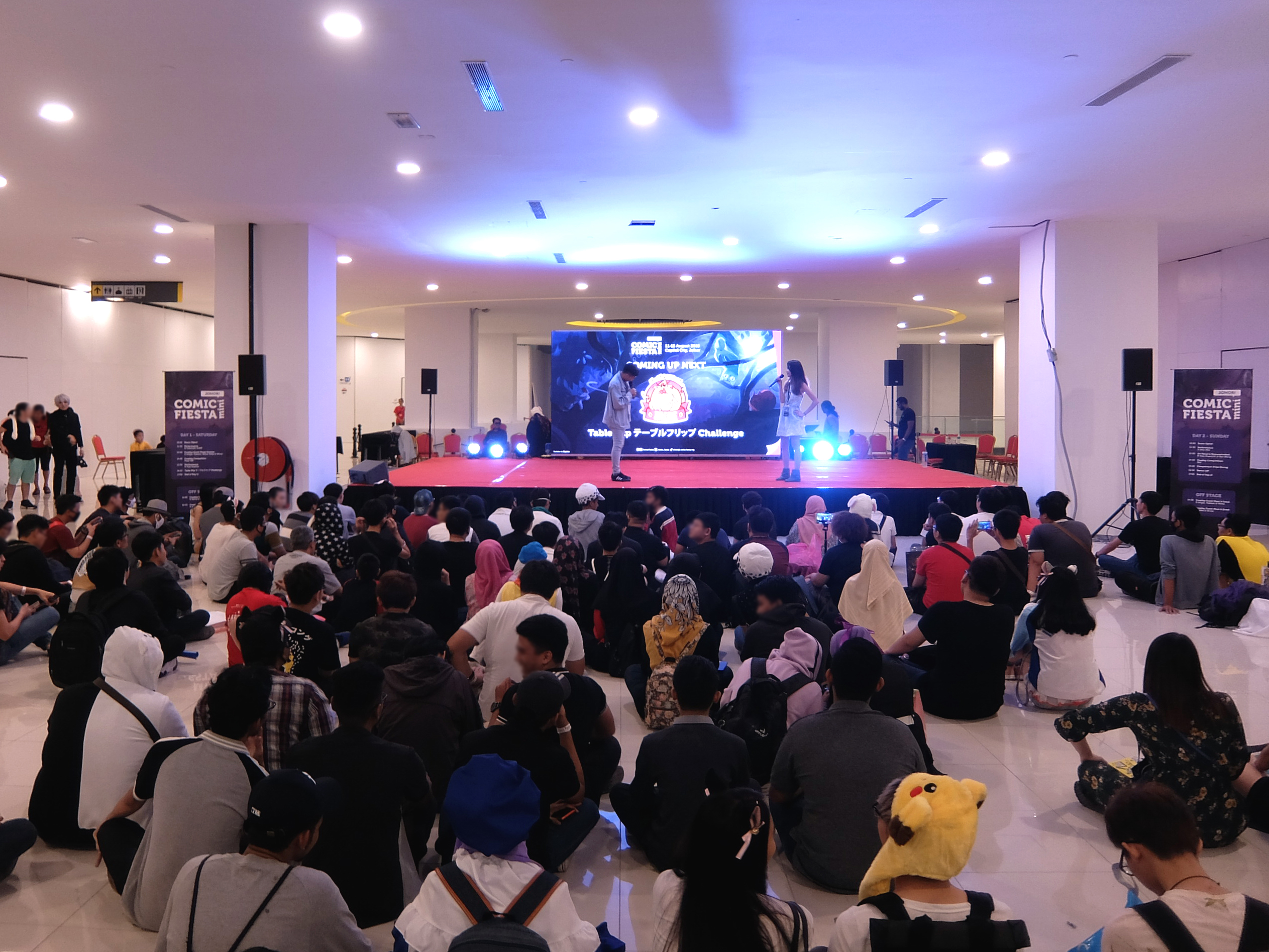

الأداء الفني هو قيام الفنان بتقديم عمله وإظهار ما يحوز من موهبة أمام الجمهور مباشرة، الذي غالبا ما يكتفي بالمشاهدة والتصفيق حال الرضا أو الاستهجان حال الرفض، وقد يشارك في الفنون التمثيلية والأداء كما يحدث في المسرح التشاركي الذي يقوم فيه الحضور بتناول عدة أدوار في العمل تختلف من حيث أهميتها وتقل عن المؤدين الرئيسين.

## علم الإدارة
في مكان العمل، الأداء الوظيفي هو المفهوم أو المتطلبات المفترضة للدور. هناك نوعان من الأداء الوظيفي: السياقي والمهام. يعتمد أداء المهام على القدرة المعرفية، بينما يعتمد الأداء السياقي على الشخصية. يرتبط أداء المهام بالأدوار السلوكية المعترف بها في توصيف الوظائف وأنظمة المكافآت. ترتبط ارتباطاً مباشرًا بالأداء التنظيمي، في حين أن الأداء السياقي يعتمد على القيمة ويضيف أدوارًا سلوكية إضافية غير معترف بها في التوصيف الوظيفي والتي يغطيها التعويض، هذه أدوار إضافية مرتبطة بشكل غير مباشر بالأداء التنظيمي. يرتبط أداء المواطنة مثل الأداء السياقي، بمجموعة من الأنشطة الفردية/ المساهمة (السلوك التنظيمي الاجتماعي الإيجابي) التي تدعم الثقافة التنظيمية.

## الفنون
في الفنون المسرحية، يتألف الأداء عمومًا من حدث يقدم فيه المؤدي، أو مجموعة من فناني الأداء، عملًا فنيًا أو أكثر للجمهور. في الموسيقى والدراما الآلية، يوصف الأداء عادة بأنه «مسرحية». عادةً يشارك فنانو الأداء في البروفات مسبقاً لممارسة العمل. يتم تحديد الأداء الفعال من خلال المهارات المحققة وكفاءة المؤدي، والمعروفة أيضًا بمستوى المهارة والمعرفة. في عام 1994، عرّف سبنسر وماكليلاند الكفاءة على أنها «مزيج من الدوافع والسمات والمفاهيم الذاتية والمواقف ومهارات السلوك المعرفي (معرفة المحتوى) التي تساعد المؤدي على تمييز نفسه على أنه متفوق من متوسط الأداء». يصف الأداء أيضًا الطريقة التي يؤدي بها الممثل. بصفته الفردية، قد يشير أيضًا إلى فنان التمثيل الصامت أو الممثل الكوميدي أو المشعوذ أو الساحر أو فنان آخر.

## جوانب فن الأداء
هناك جانب آخر من الأداء الذي نمت شعبيته في أوائل القرن العشرين هو فن الأداء. بدأت أصول فن الأداء مع مجموعات دادا والبنائية الروسية، مع التركيز على قراءات الشعر الطليعية واللوحات الحية التي من المفترض أن يشاهدها الجمهور. يمكن كتابتها أو ارتجالها بالكامل، وتتضمن مشاركة الجمهور إذا رغبت في ذلك. أدى ظهور التعبيرية التجريدية في الخمسينيات من القرن الماضي مع جاكسون بولوك وويليم دي كونينج إلى إفساح المجال لرسم أكشن، وهي تقنية أكدت على الحركات الديناميكية للفنانين في أثناء قيامهم بنثر الطلاء والوسائط الأخرى على القماش أو الزجاج. بالنسبة لهؤلاء الفنانين، كانت فكرة وضع الطلاء على القماش بنفس قيمة اللوحة النهائية، ولذا كان من الشائع أن يقوم الفنانون بتوثيق أعمالهم في فيلم، مثل الفيلم القصير جاكسون بولوك 51(1951)، والذي يظهر فيه بولوك يقطر الطلاء على قماش ضخم على أرضية الاستوديو الخاص به. ارتبط دعاة الموقف في فرنسا بقيادة جاي ديبورد من الفن الطليعي بالسياسة الثورية للتحريض على أعمال الفوضى اليومية. تجزئ «خريطة المدينة العارية» (1957) الأقسام التسعة عشر لباريس، والتي تعرض تقنية التحويل وتجريد البيئة التقليدية وتفكيك هندسة وترتيب خريطة المدينة النموذجية.
في المدرسة الجديدة للبحوث الاجتماعية في نيويورك، شارك جون كيج وآلان كابرو في تطوير فن الأداء. أدمجت هذه الأحداث التي كُتبت لمرة واحدة بعناية الجمهور في أعمال الفوضى والعفوية. تحدت هذه الأحداث تقاليد الفن التقليدي وشجعت الفنانين على التفكير بعناية في دور الجمهور. في اليابان، قامت مجموعة غوتاي عام 1954 بقيادة يوشيهارا جيرو، وكانايما أكيرا، وموراكامي سابورو، وكازو شيراغا، وشيماموتو شوزو بإحياء مواد صناعة الفن من خلال حركة الجسم وطمس الخط الفاصل بين الفن والمسرح. فيلم كازيوو شيراغا «تحدي الطين» (1955) هو أداء للفنان يتدحرج ويتحرك في الوحل، مستخدمين أجسادهم كأداة لصنع الفن، والتأكيد على الطبيعة المؤقتة لفن الأداء. قامت فالي إكسبورت، وهي فنانة نمساوية من مواليد والتراود لينر، بأداء «سينما انقر والمس» في عام 1968. سارت في شوارع فيينا خلال مهرجان سينمائي مرتدية صندوقًا من الستايروفوم مع ستارة على صدرها. طُلب من المارة وضع أيديهم داخل الصندوق ولمس صدرها العاري. ركز هذا التعليق على إضفاء الطابع الجنسي على النساء في الفيلم على حاسة اللمس بدلاً من البصر. أدريان بايبر وأدائها كاتاليسيس 3 (1970) أظهر الفنانة تسير في شوارع مدينة نيويورك مع ملابسها المطلية باللون الأبيض وعلامة على صدرها تقول «طلاء مبتل». كانت مهتمة بالديناميات الاجتماعية والعرقية غير المرئية في أمريكا وكانت مصممة على تشجيع العقلية المدنية وتعطيل النظام. كارولي شنيمان، الفنانة الأمريكية، قامت بأداء فيلم إنتيريار سكرول في عام 1957، حيث قامت في فيلم سوبر-8 «كيتشز لاست ميل» بالكشف عن أعضائها التناسلية. يساهم هذا الأداء العاري في الحديث عن الأنوثة والجنس والسينما.

## حدد ويليامز وكرين خصائص حالة الأداء المثالية بـ:[20]
- قلة الخوف
- عدم التفكير في الأداء
- التركيز التكيفي على النشاط
- الشعور بالجهد والإيمان بالثقة أو الكفاءة الذاتية
- الشعور بالسيطرة الشخصية
- تشويه للزمان والمكان حيث لا يؤثر الوقت على النشاط

هناك عوامل أخرى ذات صلة وهي: الدافع لتحقيق النجاح أو تجنب الفشل، والاهتمام ذي الصلة بالمهمة، والتحدث الذاتي الإيجابي، والتنظيم المعرفي لتحقيق التلقائية. يعتمد الأداء أيضًا على تكييف ثمانية مجالات: التعامل مع الأزمات، وإدارة الإجهاد، وحل المشكلات الإبداعي، ومعرفة الأدوات والمهارات الوظيفية الضرورية، والإدارة الرشيقة للعمليات المعقدة، والتكيف بين الأشخاص، والتكيف الثقافي، واللياقة البدنية. لا يكون الأداء دائمًا نتيجة للممارسة، بل يتعلق بصقل مهارة ما. يمكن أن يؤدي الإفراط في ممارسة نفسها إلى الفشل بسبب نضوب الأنا. وفقًا لأندرانيك تانجيان، تتحقق أفضل النتائج عندما تكون العفوية وحتى الارتجال مدعومين بعناصر عقلانية ترتب وسائل التعبير في بنية معينة، وتدعم التواصل (ليس اللفظي فقط) مع الجمهور.